# Alfredo Aglietti
Alfredo Aglietti (San Giovanni Valdarno, 7 mei 1964) is een Italiaans voetbalcoach en voormalig voetballer. Hij speelde zijn gehele carrière in Italië. Daarna werd Aglietti trainer. Hij was als laatst als hoofdtrainer in dienst van Reggina.

## Spelerscarrière
Aglietti begon met voetballen bij Montevarchi. Via Rondinella kwam hij in 1993 bij US Pontedera terecht. In 1994 werd hij gecontracteerd door Reggina Calcio, uitkomend in de Serie C1. Met Reggina promoveerde hij naar de Serie B. Zijn aandeel in deze promotie werd niet onopgemerkt door SSC Napoli, hij werd gecontracteerd in 1996. Met Napoli stond hij in de finale van de Coppa Italia 1996/97. Aglietti werd in 1997 verkocht aan Hellas Verona. Met die club dwong hij in 1999 promotie af naar de Serie A. Hij speelde hier drie jaar, voordat hij naar stadsrivaal Chievo Verona vertrok. Hij beëindigde zijn carrière bij US Arezzo.

## Trainerscarrière
Aglietti begon zijn trainersloopbaan bij Empoli FC in 2010, maar werd er op 2 oktober 2011 ontslagen en vervangen door Giuseppe Pillon. In 2012 werd hij door het bestuur teruggeroepen. Vanaf 18 november 2012 trad hij in dienst bij Novara Calcio. Tussen 2013 en 2014 werd hij opnieuw ontslagen, maar ook weer opnieuw aangesteld. Aan het begin van seizoen 2014/15 kreeg Novara drie punten in mindering, maar Aglietti wist desondanks met de ploeg te promoveren naar de Serie B. Na dit succes tekende Aglietti bij Virtus Entella, eveneens uitkomend in de Serie B. Daar vertrok hij op 26 mei 2016 vanwege onenigheid met het bestuur wat betreft de toekomstvisie. Hij werd opgevolgd door Roberto Breda. Op 16 juni 2016 werd Aglietti hoofdcoach van Serie B-team Ascoli Calcio 1898. In november 2017 werd hij weer coach bij Virtus Entella, maar werd een jaar later ontslagen omdat het team in degradatienood verkeerde. Daarna was Aglietti kortstondig eindverantwoordelijke bij Hellas Verona. In maart 2020 werd hij gecontracteerd door stadsgenoot Chievo Verona. Met de club werd hij achtste en behaalde hij de play-offs om promotie. In juli 2021 werd Aglietti aangetrokken door Reggina, nadat Chievo ophield te bestaan. In december van dat jaar werd hij na vijf opeenvolgende nederlagen ontslagen.